# Кравчук Юрій Васильович
Ю́рій Васи́льович Кравчу́к — солдат Збройних сил України, учасник російсько-української війни.

## З життєпису
Підприємець, меценат. Станом на 2016 рік проживає в м. Ланівці.

## Нагороди
За особисту мужність і героїзм, виявлені у захисті державного суверенітету та територіальної цілісності України, вірність військовій присязі під час російсько-української війни нагороджений
- орденом «За мужність» III ступеня (4.12.2014)